# Crime Slunk Scene
Crime Slunk Scene è il diciottesimo album in studio del chitarrista statunitense Buckethead, pubblicato il 15 settembre 2006 inizialmente in tiratura limitata e distribuito soltanto ai concerti.
Il 12 aprile dell'anno successivo, l'album è stato ripubblicato dalla TDRS Music.

## Il disco
Il disco si sviluppa su due lati: nella prima metà del disco i brani sono strutturati in modo più classico, mentre le ultime si perdono nella via della sperimentazione.
King James, dedicata al noto cestista LeBron James, venne messa gratuitamente a disposizione insieme a LeBron e LeBron's Hammer dall'album Slaughterhouse on the Prairie dal sito ufficiale di Buckethead, in occasione del ventiquattresimo compleanno del cestista. Il disco contiene inoltre il brano Soothsayer (Dedicated to Aunt Suzie), uno dei brani di Buckethead più apprezzati dal pubblico e spesso proposto dal chitarrista nei suoi concerti.

## Tracce
Musiche di Buckethead.
1. King James – 3:57
2. Gory Head Stump 2006 the Pageant of the Slunk – 5:31
3. The Fairy and the Devil – 2:57
4. Buddy Berkman's Ballad – 3:40
5. Mad Monster Party – 3:24
6. Soothsayer (Dedicated to Aunt Suzie) – 9:04
7. Col. Austin VS Col. Sanders A.K.A. Red Track Suit – 3:22
8. We Can Rebuild Him – 3:36
9. Electronic Slight of Hand – 2:57
10. Mecha Gigan – 2:39 – assente nell'edizione LP
11. Slunk Parade A.K.A. Freaks in the Back – 3:14 – assente nell'edizione LP

## Formazione
- Buckethead – bionic cattleprod

Produzione
- Dan Monti – programmazione, produzione
- Travi Dickerson – registrazione aggiuntiva della chitarra
- Chris Jones – slunkwrangler
- Psticks – documentazione